# 中島陽典
中島 陽典（なかじま ようすけ、1960年6月23日 - ）は、日本の俳優、演出家である。ケイセブン中村屋所属。本名同じ。
文筆業を行う場合、オクモト 陽典（オクモト ようすけ）の筆名で活動している。

## 経歴
愛知県名古屋市出身。高校生時代に演劇に魅せられて上京、日本大学芸術学部演劇学科中退。大学入学後に劇団「GAYA」へ参加し、同劇団の山田辰夫主演、大学の先輩石井聰亙監督の映画『狂い咲きサンダーロード』（1980年）でデビュー。翌1981年の映画『シャッフル』で初主演。
一時、芝居の活動に見切りをつけて文房具店に就職しサラリーマンをした後、1984年、俳優の三浦洋一から勧められ『日曜9時は遊び座です』（日本テレビ系）にレギュラー出演し、お笑いタレントとしても活動。困った場面に直面し「え〜い、踊ってしまえ!」と一人踊り始めるというのが、同番組出演時のギャグだった。
以降河合義隆、森田芳光、原隆仁監督作品などに出演。映画、テレビドラマ、舞台、オリジナルビデオ等で俳優・演出家として活動の他、CMのナレーションやエッセイ執筆なども行っている。

## 人物
近親者の死に多数直面し、絶望を幾度となく経験していることを公式サイトで吐露している。また、C型肝炎が持病であることも公表している。しかし、本人はこれらの事実を客観視しており、「絶望と希望を客観的に観察してしまおう」という趣旨で、絶望と希望を数値化し「bo-bo-記」として同サイト上に記している。また、人前で演じる俳優より裏方の演出家の方が好きであると明言している。
『日曜9時は遊び座です』や『マイルド欽ドン!』で共演した萩本欽一をお笑いの師として仰ぐが、お笑いタレントとしては挫折し、お笑い一筋で大成した松本人志を尊敬すると語っている。

## 出演

### 映画
- 狂い咲きサンダーロード（1980年、狂映舎＝ダイナマイト・プロダクション、配給：東映セントラル）
- シャッフル（1981年、ダイナマイト・プロダクション） ※主演
- 幕末青春グラフィティ Ronin 坂本竜馬（1986年、東宝） - 鵬作 役
- 瀬戸内少年野球団・青春篇 最後の楽園（1987年、配給：日本ヘラルド） - 磯崎 役
- バカヤロー! 私、怒ってます 第三話「運転する身にもなれ!」（1988年、光和インターナショナル、配給：松竹） - 宮野信 役
- 悲しい色やねん（1988年、東映＝サンダンス・カンパニー）
- オルゴール（1989年、東映） - 神田二郎 役
- もっともあぶない刑事（1989年、東映） - 暴走族の男 役
- キッチン（1989年、光和インターナショナル、配給：松竹）
- あさってDANCE（1991年、大映） - 池津はじめ 役
- はいすくーる仁義（1991年、大映） - ケイオー 役
- 夜逃げ屋本舗2（1993年、光和インターナショナル、配給：東宝） - 三神五郎 役
- スパンキング・ラヴ（1995年、大映＝ジェイ・ブイ・ディー＝シネマサプライ）
- OL忠臣蔵（1997年） - 白滝雅彦 役
- 顔（2000年、東京テアトル） - 島の警察官 役
- ヴィタール（2004年、海獣シアター） - 生理学教授 役
- 不良少年（ヤンキー）の夢（2005年、オムロ）
- バカバカンス（2008年、アルゴ・ピクチャーズ） - オーナー 役

### テレビドラマ
- 走れ!熱血刑事 第20話「謎の失踪者」（1981年、ANB） - サブ 役
- どっきり天馬先生（1983年、フジテレビ系）
- うちの子にかぎって…（1985年、TBS） - 司会者 役
- ヨイショ君（1985年、フジテレビ系）
- 禁じられたマリコ（1985年 - 1986年、TBS） - 山上孝之 役
- おそ松くん（1985年、フジテレビ系） - おそ松くん 役
- 離婚同棲（1986年、読売テレビ）
- あぶない刑事シリーズ（NTV / セントラル・アーツ）
  - あぶない刑事
    - 第8話「偽装」（1986年） - 坂本オサム 役
    - 第45話「謹慎」（1987年） - 山下公園にいたバイク乗り 役

  - もっとあぶない刑事 第7話「減俸」（1988年） - 辰己三郎 役
- 毎度おさわがせします3（1987年、TBS）
- イキのいい奴（1987年、NHK）
- 熱くなるまで待って!（1987年、フジテレビ系） - 山本 役
- 風呂上がりの夜空に（1987年、テレビ朝日系）
- 砂の上のロビンソン（1988年、NHK）
- 明日-1945年8月8日・長崎（1988年8月9日、NTV） - 石原継夫
- あきれた刑事 第18話（1988年、NTV / セントラル・アーツ） - 薬物密売人
- 勝手にしやがれヘイ!ブラザー 第3話（1989年、NTV / セントラル・アーツ） - 黄色い帽子の男
- 刑事貴族シリーズ（NTV / 東宝）
  - 刑事貴族 第13話「その時、白衣の天使になった」（1990年）
  - 刑事貴族2
    - 第1話「ファジーでハードでホットな奴ら」（1991年）
    - 第35話「病院へようこそ」（1992年） - 小暮 役
- 代表取締役刑事 第27話「愛情物語」（1991年、ANB / 石原プロ）
- 結婚しない女達のために（1991年、日本テレビ系）
- 裸の大将 第51話「清と月の砂漠」（1991年、KTV / 東阪企画） - 塚本貞夫 役
- 迷惑な家族（1992年、TBS系CBC制作）
- 俺たちルーキーコップ 第2話「大逆転」（1992年、TBS / セントラル・アーツ）
- 私が愛したウルトラセブン（1993年、NHK土曜ドラマ） - 熊谷健 役
- ドラマ新銀河（NHK）
  - 帰ってきちゃった（1993年） - 及川 役
  - 魚河岸のプリンセス（1995年）
- さすらい刑事旅情編VII 第19話「仮釈放の男・六年目の花嫁衣裳」（1995年、ANB）- 野村健治 役
- 透明人間 第11回 （1996年、日本テレビ系）
- 金田一少年の事件簿 第2シリーズ（1996年、日本テレビ系） - 和泉宣彦 役
- 盲人探偵・松永礼太郎 第7作「兇信」（1996年8月6日、日本テレビ系）
- 早乙女千春の添乗報告書5 「萩・津和野湯けむりツアー殺人事件」（1997年9月22日、TBS系） - 室尾隆司 役
- 刑事・鬼貫八郎 第7作「憎悪の化石」（1997年12月2日、日本テレビ系） - 谷口（車のディーラー）役
- アフリカの夜（1999年、フジテレビ系） - 堀田記者 役
- Lucky!（1999年、名古屋テレビ放送）
- ズッコケ三人組3（2001年、NHK教育テレビ）
- 坂の上の雲 第2部（2010年、NHK） - 秘書 役

### バラエティ番組
- 日曜9時は遊び座です（1984年 - 1985年、日本テレビ系）
- マイルド欽ドン!（1985年〜1986年、フジテレビ系）

### 舞台
- 奇跡の人
- ソルジャーズ・プレー
- カッコーの巣の上で
- ABC－恋の片道切符－
- 阿OKUNI国
- Zoo
- 主人公はお前じゃない

### CM
- ポポンS
- ヤマトタカハシ

CMナレーション
- 武田薬品工業「ハイC-L」、キリンビバレッジ「午後の紅茶」、トヨタ・ターセル、たらみ「ナタデ・ココ・デザート」（1994年）
- ブルボン（1995年）
- ワコール、アシックス（1997年）
- カネボウ「サラ」（1998年）
- 富士通（1999年）